# Toranosuke Ogawa
Pour les articles homonymes, voir Ogawa.
Toranosuke Ogawa (小川 虎之助, Ogawa Toranosuke), né le 1er décembre 1897 dans le quartier d'Asakusa-ku de l'arrondissement spécial de Taitō à Tokyo (Japon) et mort le 29 décembre 1967 dans le quartier d'Urawa de la ville de Saitama, capitale de la préfecture du même nom (Japon), est un acteur japonais.

## Biographie
Toranosuke Ogawa est apparu dans près de 80 films de 1951 à 1964.
Il est mort à son domicile de Saitama en raison de l'aggravation de son diabète.

## Filmographie partielle
- 1951 : Sasaki Kojirō III (完結 佐々木小次郎 巌流島決闘, Kanketsu Sasaki Kojirō : Ganryūjima kettō?) de Hiroshi Inagaki
- 1952 : La Vendetta d'un samouraï : duel au coin de Kagiya (荒木又右衛門 決闘鍵屋の辻, Araki Mataemon: Kettō Kagiya no tsuji?) de Kazuo Mori
- 1952 : La Vie d'O'Haru femme galante (西鶴一代女, Saikaku ichidai onna?) de Kenji Mizoguchi : Yataemon Isobe
- 1952 : Vivre (生きる, Ikiru?) d'Akira Kurosawa
- 1954 : Les Sept Samouraïs (七人の侍, Shichinin no samurai?) d'Akira Kurosawa : le grand-père de l'enfant kidnappé
- 1954 : Godzilla (ゴジラ, Gojira?) d'Ishirō Honda
- 1954 : Une auberge à Osaka (大阪の宿, Ōsaka no yado?) de Heinosuke Gosho
- 1955 : Le Mont Fuji et la Lance ensanglantée (血槍富士, Chiyari Fuji?) de Tomu Uchida
- 1955 : Le Poids de l'amour (愛のお荷物, Ai no onimotsu?) de Yūzō Kawashima
- 1955 : Vivre dans la peur (生きものの記録, Ikimono no kiroku?) d'Akira Kurosawa
- 1956 : La Rue de la honte (赤線地帯, Akasen chitai?) de Kenji Mizoguchi
- 1957 : Courant chaud (暖流, Danryū?) de Yasuzō Masumura
- 1958 : La Forteresse cachée (隠し砦の三悪人, Kakushi toride no san akunin?) d'Akira Kurosawa
- 1960 : Tōkyō no abarenbō (東京の暴れん坊?) de Buichi Saitō
- 1962 : Sanjuro (椿三十郎, Tsubaki Sanjūrō?) d'Akira Kurosawa
- 1962 : Journal d'un ouvrier (二人で歩いた幾春秋, Futari de aruita iku haru aki?) de Keisuke Kinoshita
- 1963 : Contes cruels du Bushido (武士道残酷物語, Bushidō zankoku monogatari?) de Tadashi Imai
- 1963 : Chroniques guerrières du clan Sanada (真田風雲録, Sanada fūun roku?) de Tai Katō